# 일본 철도건설·운수시설정비지원기구
일본 철도건설·운수시설정비지원기구(독립행정법인)(일본어: 独立行政法人鉄道建設・運輸施設整備支援機構, Japan Railway Construction, Transport and Technology Agency, 약칭: JRTT, 철도·운수 기구)는 일본 국토교통성 소관의 독립 행정법인이다. 일본 철도건설 공단과 운수 시설 정비 사업단 업무를 승계한 2003년 10월 1일에 설립되었고, 본사는 요코하마시에 위치하고 있다.

## 개요

### 경위
2003년 10월 1일에 광역 대중교통 관련 사업을 해왔던 2개(일본 철도건설 공단, 운수 시설 정비 사업단)의 특수법인을 통합한 기관으로서 출범하였다.

### 사업
- 철도 건설: 정비 신칸센과 도시철도를 중심으로하는 철도 건설, 대형 개량, 유지 관리, 대출 및 양도.
- 국철 청산: 구 국철에서 승계한 토지 등 자산의 매각, 연금 비용 등의 지불 등의 국철 청산 업무

출범시, 동일본 여객철도를 제외한 JR 각사의 주주가 되었으나, 2004년 3월 서일본 여객철도의 주식을 모두 매각했고, 2006년 4월에는 도카이 여객철도의 전체 주식의 매각이 완료되었다. 2016년 10월에는 규슈 여객철도의 전체 주식의 매각 과정이 진행 중이다. 따라서 현재는 홋카이도 여객철도, 시코쿠 여객철도 및 일본화물철도의 주주이다.
철도사업법 제59조의 규정에 의하여 본 기구가 철도 사업자에게 철도 시설을 대출하는 행위는 이 법이 적용되지 않는다(제3종 철도 사업자는 아니다). 본 기구에서 철도 시설을 빌려서 운행하는 철도 사업자는 제1종 철도 사업자이다.

## 조직
- 본사
  - 가나가와현 요코하마시 나카구 혼초 6-50-1 요코하마 아일랜드 타워
- 철도 건설 본부
  - 도쿄 지사: 도쿄도 미나토구 시바코엔 2-4-1 잔디 파크빌 B관
    - 가나가와 동부 방면선, 야마나시 리니어 실험 선, 센다이 시 지하철 도자이 선, 주오 신칸센의 지형·지질 등에 관한 조사 등 및 전기·기계 관계의 설계·시공 등을 소관

  - 오사카 지사: 오사카부 오사카시 요도가와구 미야하라 3-5-36 신오사카 트러스트 타워
  - 호쿠리쿠 신칸센 (도야마현·이시카와현 경계에서 오사카까지의 구간), 에치젠 철도, 프리 게이지 트레인 등에 관한 조사 등을 소관
  - 홋카이도 신칸센 건설국: 홋카이도 삿포로시 주오구 기타 2 조니시 1쵸메 마루이토 삿포로 빌딩
  - 아오모리 신칸센 건설국: 아오모리현 아오모리시 신마치 2쵸메 2-4 아오모리 신마치 2쵸메 빌딩
  - 호쿠리쿠 신칸센 건설국: 나가노현 나가노시 大字中御所字岡田 45-1 산노 빌딩
  - 호쿠리쿠 신칸센 2번째 건설국: 도야마현 도야마시 우시지마신마치 5-5 인테크 빌딩
  - 규슈 신칸센 건설국: 후쿠오카현 후쿠오카시 하카타구 기온마치 2-1NBF 하카타 기온 빌딩
- 국철 청산 사업
  - 서일본 지사: 오사카부 오사카시 요도가와구 니시나카지마 5쵸메 4번 20호 중앙 빌딩 6층
  - 사이타마 출장소: 사이타마현 사이타마시 오미야구 사쿠라기초 1쵸메 10번 16 오미야 노 스윙 빌딩 11층

### 임원
- 이사장
- 부이사장
- 이사장 대리
- 이사 (7)
- 감사 (3)

## 역사
2002년 12월 18일에 독립행정법인 철도건설·운수시설정비지원기구법이 공표되어 기구 설립이 결정되었다. 2003년 10월 1일, 법률이 시행되고 독립행정법인 철도건설·운수시설정비지원기구가 출범하였다. 이에 따라 일본철도건설공단 및 운수시설정비사업단이 각자 해산했다.

## 같이 보기
- 일본국유철도 청산사업단